# Serafia Fredrika Schaeffer
Serafia Fredrika Schaeffer, född Malm september 1800, död mars 1887, var en finländsk naturläkare. Hon var gift med prästen Karl Johan Schaeffer och kallades "Sheffers Madam" och tillsammans med sin familj tog hon hand om sjuka församlingsbor. Efter makens död 1833 fortsatte hon sin verksamhet som naturläkare.